# Henk Hilbrandie
Hendrik Willem (Henk) Hilbrandie (Assen, 24 oktober 1944 – Groningen, 11 februari 2024) was een Nederlands toetsenist.
Hilbrandie begon als pianist (maar was eigenlijk gitarist) bij het bandje The Mixtures, alwaar zijn broer Jaap Hilbrandie drumde. Beiden hadden ervaring opgedaan als duo op feesten en partijen, zoals bij korfbalvereniging Asko in Assen (1958). Daar schoof ook aan Harry Muskee. The Mixtures ging over in The Old Fashioned Jazz Group. Hilbrandie ging met vertraging mee met Muskee naar Cuby + Blizzards en maakt de start en opkomst van de band mee met hun langspeelplaat Desolation (1966). Lang kon hij er niet van genieten, want bij het derde album Groeten uit Grollo werd hij vervangen door Herman Brood.
Hilbrandie was toen bezig met de kweekschool voor onderwijzers (hij werd uiteindelijk een aantal jaren onderwijzer) en later de muziekschool van Gehrels in Amsterdam, alwaar hij muziekles gaf.
Na die periode werd Hilbrandie jazz- en swingmusicus (The Embraceable Quintet) en was muziekleraar. De stroming jazz had Henk middels langspeelplaten van huis uit meegekregen. Op later leeftijd werd hij nog reisleider en campinginspecteur, reisde, zeilde en vloog, ging de kunst in en sleutelde aan oldtimers. 
Hij had in Maxine Roberta Meijer een partner voor het leven. Hij overleed aan kanker; hij werd 79 jaar. Op de rouwkaart werd Both Sides, Now (zowel winnen als verliezen in het leven) van Joni Mitchell vermeld. Hij werd begraven op de natuurbegraafplaats in Westervelde.
- MusicBrainz: c4e61f6a-b56b-4523-b622-7b4bca64d86f